# La Turballe

La Turballe este o comună în departamentul Loire-Atlantique, Franța. În 2009 avea o populație de 4,515 de locuitori.